# Аэрозольный экран
Аэрозольный экран (англ. free-space display) — устройство, проецирующее изображения в объёме свободного пространства (то есть в аэрозольной смеси, такой как туман). Обычно используется комплект из множества лазеров с вращающимися зеркалами (лазерное шоу). Пользователям не нужно носить 3D-очки, и изображение можно увидеть из любого места. Такие дисплеи имеют, однако, ограниченные возможности показа. Объёмный эффект как результат данной технологии получается вследствие использования таких факторов, как окклюзия, проступающая проекция, проектор-камера калибровки ошибок, динамические сцены и ламинарное течение. Попеременно мощный проектор можно фокусировать на тонком вертикальном слое взвешенного аэрозоля. Это очень похоже на прозрачный проекционный экран, а с помощью датчиков его можно сделать интерактивным.
Технология создания нематериальных экранов заключается в том, что компьютерное изображение проецируется на тонкие слои тумана. Напорный резервуар с обычной водой распыляет её с помощью ультразвука на мельчайшие капли, затем специальные вентиляторы собирают капли в трёхсантиметровую завесу. Если собрать вместе несколько таких завес, то на них можно проецировать объёмное изображение: одно изображение возникает впереди, а другое сзади, в результате чего для зрителя это будет выглядеть как настоящая трёхмерная модель.